# Desiree Becker
Ne pas confondre avec Désirée Becker, nom de scène de l'actrice et animatrice de télévision luxembourgeoise Désirée Nosbusch.
Pour les articles homonymes, voir Becker.
Desiree Becker, née le 27 janvier 1994 à Saint-Wendel, est une personnalité politique allemande. 

## Biographie
Desiree Becker naît le 27 janvier 1994 à Saint-Wendel. Membre de Die Linke, elle est élue au Bundestag en 2025.